# حاجی فیروز

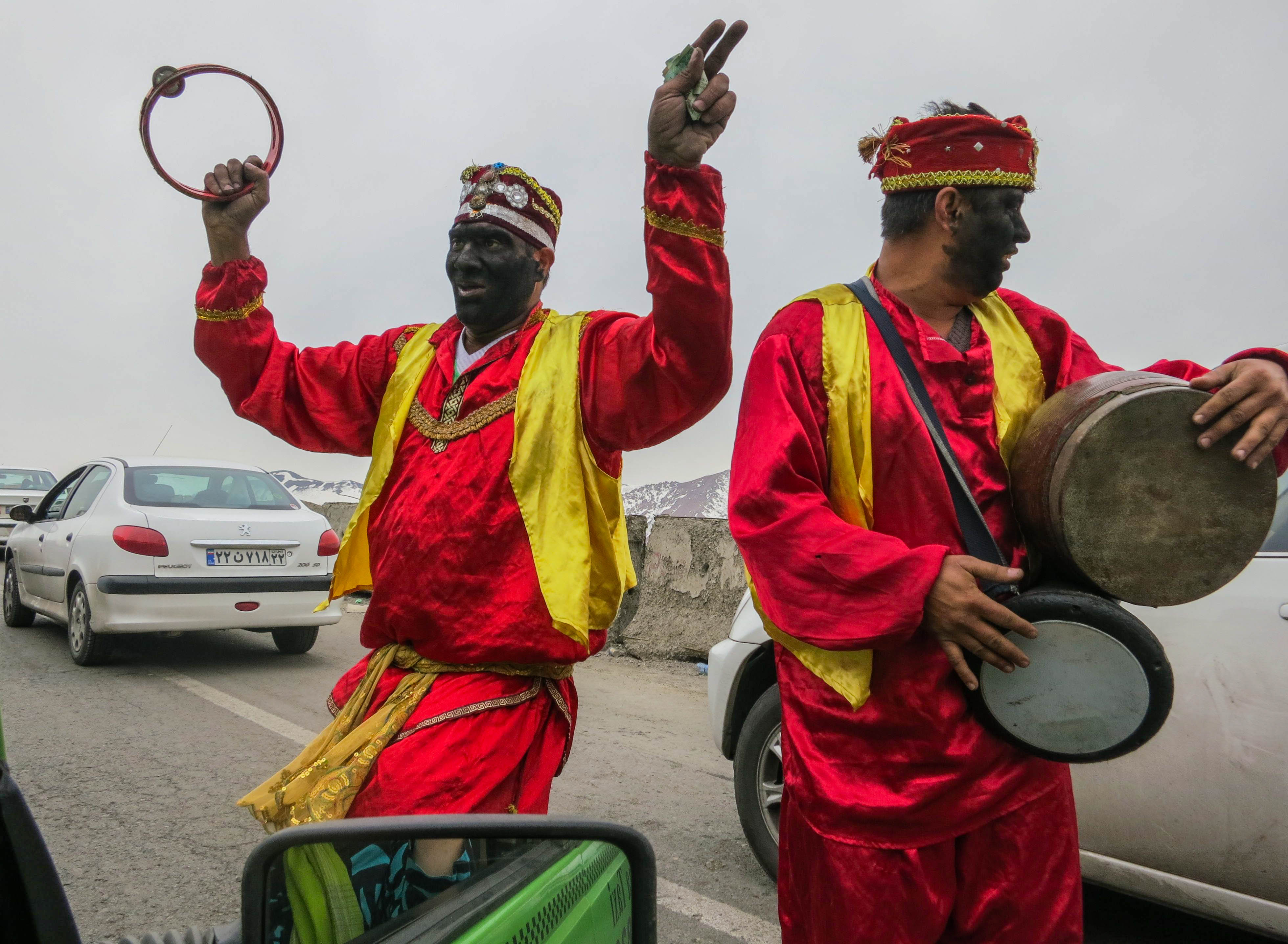
دو حاجی فیروز در جاده چالوس

حاجی فیروز یا خواجه پیروز، یک چهرهٔ افسانه‌ای در فرهنگ ایرانیان است که در نخستین روزهای هر سال، در کنار عمو نوروز، به شهرها می‌آید تا از آمدنِ نوروز به مردم آگهی دهد.
او یک مرد لاغراندام و سیاه‌رُخ، با کُلاهِ دوکی، گیوه‌های نوک‌تیز و جامهٔ سُرخ است که با دایره‌زنگی و تنبک، به خیابان‌ها می‌آید و به رقص، شیرین‌کاری و خواندنِ آوازِ کوبه‌ای می‌پردازد.

## شکل و لباس
حاجی فیروز با گیوه بر پای و لباس قرمز و چهره‌ای سیاه شده بر خیابان‌ها می‌آمد در حالی که دایره‌ای در دست داشت اشعاری را با کلمات شکسته می‌خواند.
در این باره می‌توان گفت که نام «حاجی فیروز» و ویژگی‌های خاص امروزین او، همچون پوشاک سرخ و سیاهی چهره و ترانه‌های ویژه‌اش، سنتی کاملاً جدید و خاص تهران معاصر بوده است.

## خاستگاه
در برخی منابع گفته می‌شود که نمایشِ حاجی فیروز، ریشه در فرهنگِ میان‌رودان دارد. برخی منابع دیگر، ریشهٔ حاجی فیروز را بسیار دیرینه‌تر و پیوسته به دورهٔ برزِ بابل می‌دانند. حاجی فیروز همچنین به نمایش‌های کُهنِ کوسه برنشین و میرنوروزی پیوست داده شده است؛ نمایش‌هایی که کنایه‌آمیز و در واخواستِ شاه برگزار می‌شده‌اند.
مهرداد بهار، نویسنده و پژوهشگرِ ایرانی، حاجی فیروز را وابسته به جشن‌های سیاوش دانسته است. به گفتهٔ او، گمان می‌رود که این چهره، برگرفته از یکی از اسطوره‌های تموز، ایزدِ کشاورزی و چارپایان، در میان‌رودان باستان باشد. او سپس ادعا کرد که چهرهٔ سیاه‌شدهٔ حاجی فیروز، گویای بازآمدنِ او از سرزمینِ مردگان است، و جامهٔ سرخِ او، نشان از خونِ سیاوش دارد. او همچنین گفته است که واژهٔ سیاوش می‌تواند به معنیِ «مردِ سیاه» یا «سیاه‌رخ» باشد.
کتایون مزداپور، اسطوره‌شناس و استاد زبان‌های باستانی، در مصاحبه‌ای از ترجمهٔ لوحی اکدی گفته و آن را تأییدی بر ایدهٔ مهرداد بهار دانسته است. در آن لوح، چنین آمده که دوموزی (شوهرِ ایزد تموز)، در نیمی از سال، با جامهٔ سرخ و در حال نواختن دایره‌زنگی، دنبک، ساز و نی‌لبک، به دنیای زیرزمین رفته تا همسر خود را بازگرداند؛ و این سرگذشت، گویای آغاز دوبارهٔ باروری بر زمین است.
حاجی فیروز همچنین برای همگونگی‌اش با پیتر سیاه، یک چهرهٔ فولکلور هلندی، در رسانه‌ها و نویسه‌ها پرداخته شده است؛ به ویژه که هردو، سرخ‌پوش و سیاه‌پوست هستند.
آرزو رسولی، عضو هیئت‌علمی گروه تاریخ دانشگاه شهید بهشتی نیز نوروز و تمام جشن‌ها و اساطیر پیرامون این جشن‌ها را در پیوند تنگاتنگ با کشاورزی که اقتصاد و معیشت مردم فلات ایران بوده است، مرتبط دانسته است. او دربارهٔ چرایی چهره سیاه حاجی فیروز می‌گوید که چهره سیاه حاجی فیروز به اسطورهٔ ایزد شهید شونده و زنده شدن دوبارهٔ او برمی‌گردد.
طبق این اسطوره، ایزدبانوی باروری (معادل ایشتر در بین‌النهرین) به جهان زیرین یا زیر زمین (که به باور مردم، جهان مردگان بوده) سفر می‌کند و برای او دیگر بازگشتی نیست. پس از این سفر، زایش و باروری زمین متوقف می‌شود؛ بنابراین خدایان درصدد چاره‌جویی برمی‌آیند و سرانجام موفق می‌شوند آب زندگی را بیابند و بر او بپاشند. ایزدبانو به روی زمین برمی‌گردد اما بنابر قانون جهان مردگان، باید جانشینی برگزیند تا او را به جای خود به جهان زیرین بفرستد. او شوهرش (دوموزی یا تَموز در بین‌النهرین) را انتخاب می‌کند که از بازگشت او ناخشنود بوده است. جامهٔ سرخ بر تن شوهرش می‌کنند، روغن خوشبو به تنش می‌مالند، نیِ لاجوردْ نشان یا سازی دیگر (شاید دایره زنگی) به دستش می‌دهند و او را به جهان زیرین می‌کشانند یا به عبارتی او را شهید می‌کنند. دوموزی که ایزدِ گیاهان است، وقتی به جهان مردگان می‌رود، سرسبزی را هم از زمین با خود می‌برد. موسم رفتن این ایزدْ گیاهی به جهان زیرین با سوگواری‌های زیاد همراه بوده است. مردم برای شهادت این ایزد گیاهی گریه می‌کردند و آن را طلسمی برای باران‌آوری می‌دانستند. بنابر این اسطوره، ایزد گیاهی باید روی زمین بازگردد تا گیاهان سرسبز شوند. خواهر او (گِشتی‌نَنَّه در بین‌النهرین) می‌پذیرد نیمی از سال را به جای برادرش در سرزمین مردگان به سر برد تا برادرش به روی زمین بازآید و گیاهان جان بگیرند. همانگونه که پایین رفتن ایزد گیاهی به جهان مردگان با سوگواری‌های زیاد همراه بوده، بالا آمدن او هم، که با سازَش مژدهٔ رسیدن بهار و رویش گیاهان را می‌دهد، با جشن‌های زیادی همراه بوده که همان نوروز ایرانیان است. رنگ سیاه چهرهٔ او هم نماد بازگشت او از زیر زمین و از جهان مردگان به حساب می‌آید.
این عضو هیئت‌علمی گروه تاریخ دانشگاه شهید بهشتی می‌گوید که ما نمی‌دانیم بومیان فلات ایران این ایزد گیاهی را چه می‌نامیدند اما ابوریحان بیرونی در کتاب آثارالباقیه، به فرشته‌ای به نام «فیروز» اشاره می‌کند که «ارواح را برای انشاء خلق می‌راند» و درست پیش از نوروز سر می‌رسد. این احتمالاً همان نامی است که بعدها به حاجی اضافه شده و نماد ایزد یا فرشته‌ای مورد ستایش بوده است.

## انتقادات
در روز ۲ فروردین ۱۴۰۰ محمدرضا جوادی یگانه معاون شهردار تهران در امور اجتماعی و فرهنگی در توییت خود اعلام کرد طبق بخش‌نامه شهرداری تهران به دلیل جلوگیری از سوتفاهمات و سوبرداشت‌ها در مورد مسائل نژاد پرستانه نسبت داده شده به حاجی فیروز، از این پس در سطح شهر تهران از نماد حاجی فیروز در کارناوال‌ها و دیگر مراسم استفاده نخواهد شد و انجام این کار ممنوع است.
در مقابل تصمیم شهرداری تهران اما تعداد زیادی از نویسندگان، پژوهشگران، بازیگران و پیشکسوتان، کارگردانان و نمایندگان شورای شهر و مردم از جمله مهرداد بهار، محمود عزیزی، علی نصیریان، علی اعطا، حسن خلیل‌آبادی و حجت نظری مخالف این تصمیم شهرداری بوده و بر این باورند حاجی فیروز ریشه‌ای تاریخی و سنتی دارد و ارتباطی به نژادپرستی ندارد بلکه منظور سیاوش است. و ذکر کردند در نماد حاجی فیروز فردی سیه‌چرده و دانا که از آمدن سال جدید خوشحال است و قصد تقسیم کردن این شادی با بقیه را دارد منظور است نه برده‌داری و نژادپرستی و در آن دوران قدیم که حاجی فیروز ساخته شد اصلاً بحث نژادپرستی مطرح نبوده است و نباید این دو را به هم ربط داد.
مهدی اخوان ثالث، در پاورقیِ خود در سرودهٔ ارغنون، با نشان دادنِ بیزاری از حاجی فیروز، آن را «بقایای نفرت‌انگیز عهد توحش و برده‌داری» نامیده است.
از روی پیوند داده‌شدن به نژادپرستی، حمید دباشی و گلبرگ باشی خواهانِ دگرش یا زُدایشِ این چهره شده‌اند.
پیشتر بهرام بیضایی گفته بود حاجی فیروز و چهره سیاه آن ارتباطی به نژادپرستی ندارد.

## آوازها

### حاجی فیروزه
حاجی فیروزه، سالی یک روزه،

همه می‌دونن، منم می‌دونم،

عیدِ نوروزه، سالی یه روزه.

### اربابِ خودم
ارباب خودم، «سامبولی بلیکم» !

ارباب خودم، سرِتو بالا کن!

ارباب خودم، لطفی به ما کن،

ارباب خودم، به من نگاه کن!

ارباب خودم، بزبز قندی،

ارباب خودم، چرا نمی‌خندی؟

### بشکن بشکن
بشکن بشکنه؛ بشکن!

من نمی‌شکنم؛ بشکن!

اینجا بشکنم، یار گله داره،

اونجا بشکنم، یار گله داره؛

هر جا بشکنم یار گله داره
این سیاه بیچاره چقدر حوصله داره؟